# ブライアン・タイラー
ブライアン・タイラー（Brian Theodore Tyler, 1972年5月8日 - ）は、アメリカ合衆国の作曲家、指揮者、ミュージシャン、編曲家、音楽プロデューサー。
2023年9月現在、彼が携わった作品は全世界で140億ドル以上の興行収入を記録しており、最も興行収入の多い映画音楽の作曲家トップ10に入っている。

## 来歴
カリフォルニア大学ロサンゼルス校で学士号を、ハーバード大学で修士号を取得した。学生時代は、歴史と哲学を勉強していた。
彼の作曲スタイルに影響を与えたのは、ジョン・ウィリアムズ、バーナード・ハーマン、ヴァンゲリスなど。
好きな映画に『2001年宇宙の旅』や『スパイナル・タップ』、『めまい』、『スター・ウォーズ エピソード5/帝国の逆襲』、『E.T.』などを挙げている。

## 経歴
製作が難航し、さらに体調が悪化したことにより降板したジェリー・ゴールドスミスから引き継いだ『タイムライン』の劇伴で注目され、以降は多数の映画音楽を手掛けている。なお、ゴールドスミスからは『ランボー』シリーズの劇伴も引き継いでいる。

## 主な作品

### 映画
| 公開 | タイトル                                        | 備考                                                       |
| ---- | ----------------------------------------------- | ---------------------------------------------------------- |
| 1997 | Bartender                                       |                                                            |
| 1998 | シックス・ストリング・サムライ                  |                                                            |
| 1999 | The Settlement                                  |                                                            |
| 1999 | 4thフロアー                                     |                                                            |
| 1999 | Simon Sez                                       |                                                            |
| 2000 | パニック/脳壊                                   |                                                            |
| 2001 | フレイルティー 妄執                             |                                                            |
| 2002 | プレスリーVSミイラ男                            |                                                            |
| 2002 | ヴァンパイア/黒の十字架                         |                                                            |
| 2003 | 黒の怨(うらみ)                                  |                                                            |
| 2003 | ハンテッド                                      |                                                            |
| 2003 | タイムライン                                    |                                                            |
| 2004 | ファイナル・カット                              |                                                            |
| 2005 | コンスタンティン                                | クラウス・バデルトと共同                                   |
| 2006 | BUG/バグ                                        |                                                            |
| 2006 | ワイルド・スピードX3 TOKYO DRIFT                |                                                            |
| 2007 | ローグアサシン                                  |                                                            |
| 2007 | AVP2 エイリアンズVS.プレデター                  |                                                            |
| 2008 | ランボー/最後の戦場                             |                                                            |
| 2008 | バンコック・デンジャラス                        |                                                            |
| 2008 | イーグル・アイ                                  |                                                            |
| 2009 | 実験室KR-13                                     |                                                            |
| 2009 | DRAGONBALL EVOLUTION                            |                                                            |
| 2009 | ワイルド・スピード MAX                          |                                                            |
| 2009 | ミドルメン/アダルト業界でネットを変えた男たち   |                                                            |
| 2009 | ファイナル・デッドサーキット 3D                 |                                                            |
| 2009 | 完全なる報復                                    |                                                            |
| 2010 | エクスペンダブルズ                              |                                                            |
| 2011 | 世界侵略: ロサンゼルス決戦                      |                                                            |
| 2011 | ワイルド・スピード MEGA MAX                     |                                                            |
| 2011 | ファイナル・デッドブリッジ                      |                                                            |
| 2012 | エクスペンダブルズ2                             |                                                            |
| 2013 | グランド・イリュージョン                        |                                                            |
| 2013 | マイティ・ソー/ダーク・ワールド                 |                                                            |
| 2014 | ミュータント・タートルズ                        |                                                            |
| 2014 | イントゥ・ザ・ストーム                          |                                                            |
| 2014 | エクスペンダブルズ3 ワールドミッション          |                                                            |
| 2015 | ワイルド・スピード SKY MISSION                  |                                                            |
| 2015 | アベンジャーズ/エイジ・オブ・ウルトロン         | ダニー・エルフマンと共同 テーマ曲 - アラン・シルヴェストリ |
| 2015 | ニュースの真相                                  |                                                            |
| 2016 | クリミナル 2人の記憶を持つ男                    |                                                            |
| 2016 | グランド・イリュージョン 見破られたトリック     |                                                            |
| 2016 | フォービドゥン/呪縛館                           | 日本劇場未公開                                             |
| 2017 | トリプルX:再起動                                |                                                            |
| 2017 | パワーレンジャー (映画)                         |                                                            |
| 2017 | ワイルド・スピード ICE BREAK                    |                                                            |
| 2017 | ザ・マミー/呪われた砂漠の王女                   |                                                            |
| 2017 | すばらしき映画音楽たち                          | ドキュメンタリー映画 - 出演                                |
| 2018 | クレイジー・リッチ!                             |                                                            |
| 2019 | エスケープ・ルーム                              |                                                            |
| 2019 | ハート・オブ・マン                              |                                                            |
| 2019 | ファイブ・フィート・アパート                    |                                                            |
| 2019 | レディ・オア・ノット                            |                                                            |
| 2019 | ランボー ラスト・ブラッド                       |                                                            |
| 2019 | チャーリーズ・エンジェル                        |                                                            |
| 2020 | クラウズ〜雲の彼方へ〜                          |                                                            |
| 2021 | モンタナの目撃者                                |                                                            |
| 2021 | ワイルド・スピード/ジェットブレイク             |                                                            |
| 2021 | エスケープ・ルーム2:決勝戦                      |                                                            |
| 2022 | スクリーム                                      |                                                            |
| 2022 | チップとデールの大作戦 レスキュー・レンジャーズ |                                                            |
| 2023 | スクリーム6                                     |                                                            |
| 2023 | ザ・スーパーマリオブラザーズ・ムービー          | 自身初の劇場アニメ映画                                     |
| 2023 | ワイルド・スピード/ファイヤーブースト           |                                                            |
| 2024 | アビゲイル                                      |                                                            |
| 2024 | トランスフォーマー/ONE                          | アニメ映画                                                 |
| TBA  | Nuremberg                                       |                                                            |

### ドラマ
| 公開    | タイトル                | 備考                                                                             |
| ------- | ----------------------- | -------------------------------------------------------------------------------- |
| 2010–20 | Hawaii Five-0           |                                                                                  |
| 2011    | Terra Nova 〜未来創世記 |                                                                                  |
| 2013–17 | スリーピー・ホロウ      | プライムタイム・エミー賞 オリジナル・メインタイトル・テーマ音楽部門 - ノミネート |
| 2014–18 | SCORPION/スコーピオン   |                                                                                  |
| 2018–24 | イエローストーン        |                                                                                  |
| 2019–   | スワンプシング          |                                                                                  |
| 2021–22 | 1883                    | 『イエローストーン』の前日譚                                                     |
| 2022–   | 1923                    | 『イエローストーン』の前日譚 『1883』の後日譚                                    |

### テレビスペシャル
- マーベル・スタジオ アッセンブル・ユニバース（英語版）（2014年）

### アニメ
- 超ロボット生命体 トランスフォーマー プライム（2010–13年）- アニメ映画初作曲

### ゲーム
- コール オブ デューティ モダン・ウォーフェア3（2011年）
- ニード・フォー・スピード ザ・ラン（2011年）
- Far Cry 3（2012年） - 英国アカデミー賞ゲーム部門 音響賞 ノミネート
- Army of Two: The Devil's Cartel（2013年）
- アサシン クリード4 ブラック フラッグ（2013年） - 英国アカデミー賞ゲーム部門 作曲賞 ノミネート

### スポーツ
- Sunday NFL Countdownのテーマ曲[8]（2014年）
- 第115回全米オープンのテーマ曲[9]（2015年）
- F1世界選手権公式テーマ曲[6]
- eスポーツワールドカップ公式テーマ曲[10]